# 和泉町
和泉町（いずみちょう）は、かつて大阪府泉北郡にあった町。現在の和泉市北西部にあたる。

## 地理
- 河川：槙尾川、松尾川

## 歴史
- 1933年（昭和8年）4月1日 - 泉北郡国府村、郷荘村、伯太村が合併して和泉町が発足。
- 1956年（昭和31年）9月1日 - 泉北郡北池田村、南池田村、北松尾村、南松尾村、横山村、南横山村と合併して和泉市が発足。同日和泉町廃止。
  - 和泉市発足の際に大字今在家を芦部町に改称。

## 交通

### 鉄道路線
- 日本国有鉄道
  - 阪和線
    - 信太山駅 - 和泉府中駅